# Gephyromantis redimitus
A Gephyromantis redimitus  a kétéltűek (Amphibia) osztályába és  a békák (Anura) rendjébe aranybékafélék (Mantellidae) családjába tartozó faj. 

## Előfordulása
Madagaszkár endemikus faja. A sziget északi részén, a Marojejy-hegytől az Andringitra-masszívumig, valamint a Sainte-Marie-szigeten és a Nosy Mangabe-szigeten, a tengerszinttől 850 m-es magasságig honos.

## Megjelenése
Közepes méretű  Gephyromantis faj, a Duboimantis alnem egyik legnagyobb faja. A hímek testhossza 47–53 mm, a nőstényeké 48 mm körüli. Jellemzői a szemei közötti bőrdudorok, egyéb bőrdudorok és -redők hiánya, feltűnő combmirigyek és viszonylag rövid hátsó lábak.  

## Természetvédelmi helyzete
A vörös lista a nem fenyegetett fajok között tartja nyilván. Elterjedési területe nagy, populációjának egyedszáma nagy. Erdei élőhelye csökkenő tendenciát mutat a mezőgazdaság, a fakitermelés, a szénégetés, az invazív eukaliptuszfajok, a legeltetés és a lakott területek növekedése következtében.